# Liste der Äbte von Niederaltaich

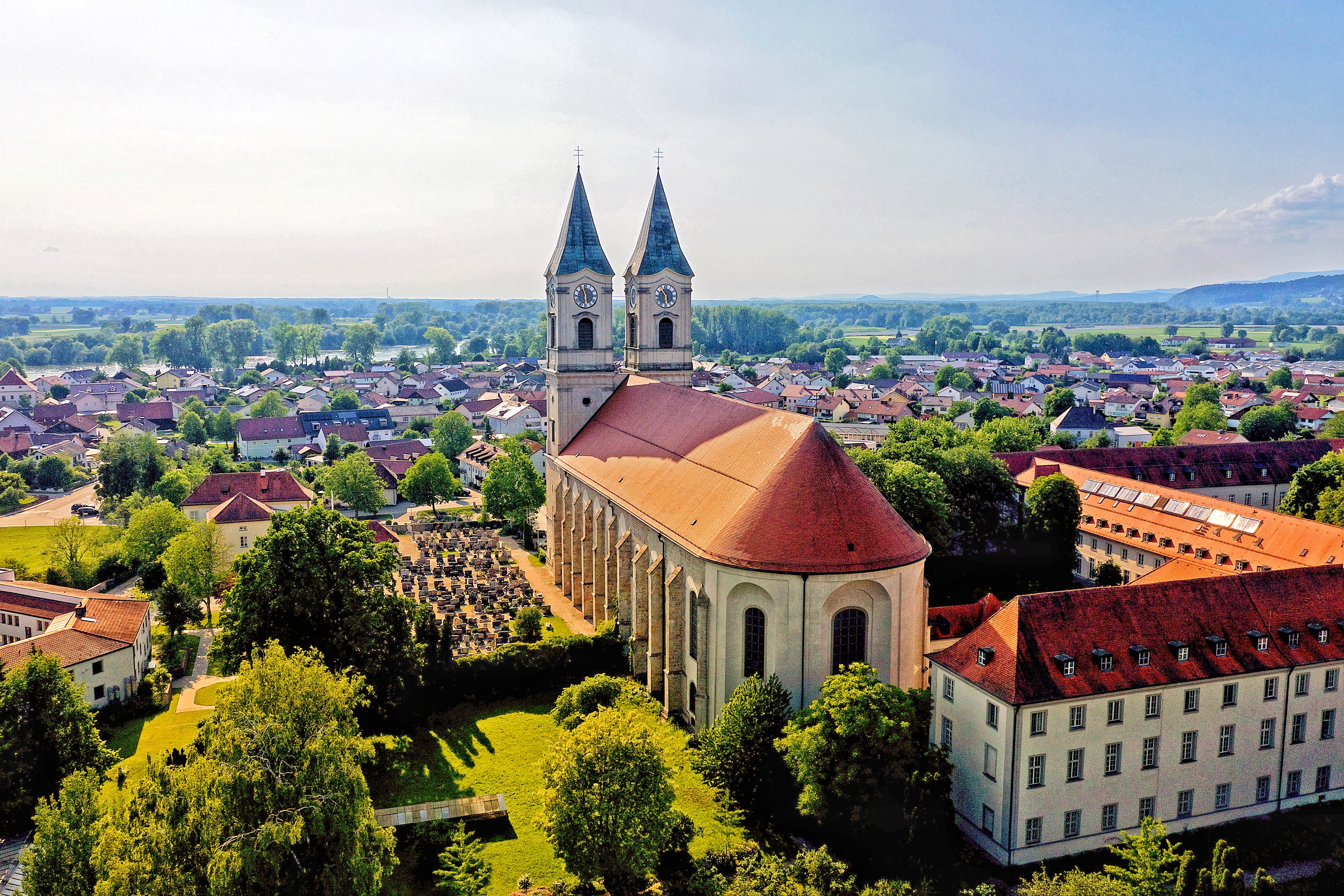
Die Abtei Niederaltaich

Die Liste der Äbte von Niederaltaich enthält die Namen der Klostervorsteher der Benediktinerabtei Niederaltaich von ihrer Gründung im Jahr 741 bis zur Aufhebung in der Säkularisation und nach ihrer Wiederbegründung.

## Äbte bis zur Aufhebung des Klosters
- 1. Eberswind, 741–768
- 2. Wolfbert I., 768–788
- 3. Urolfus (Fulradus), 788–814
- 4. Teutpold, 814–822
- 5. Ottgar I., 822–847
- 6. Gotzbald, 847–855
- 7. Ottgar II., 855–881
- 8. Wolfbert II.
- 9. Eberswind II.
- 10. Grimoald
- 11. Ottbald
- 12. Chunibert
- 13. Egilolph
- 14. Aaron
- 15. Erchambert, 990–997
- 16. Gotthard, 997–1022, † 1038
- 17. Wolfram I., 1023–1025
- 18. Ratmund, 1027–1049
- 19. Dietmar I., 1049–1055
- 20. Adelhard, 1055–1062
- 21. Wenzeslaus, 1063–1068
- 22. Walker (Walther), 1068–1098
- 23. Wolfram II., 1098–1100
- 24. Rupert II., 1100–1118
- 25. Luitpold, 1118–1131
- 26. Adalfried, 1131–1143
- 27. Conrad I., 1143–1150
- 28. Boleslaus, 1150–1160
- 29. Dietrich
- 30. Gerhard
- 31. Wolsgalkus (Volsthalkus)
- 32. Ulrich, 1173–1178
- 33. Dietmar II., 1179–1202
- 34. Poppo I., 1202–1229
- 35. Berthold, 1229
- 36. Conrad II., 1229–1232
- 37. Dietmar III., 1232–1242
- 38. Hermann, 1242–1273, † 1275
- 39. Albinus, 1273–1279
- 40. Volkmar, 1280–1282
- 41. Poppo II., 1282–1289
- 42. Wernhard, 1289–1317
- 43. Friedrich Süß, 1317–1322, † 1335
- 44. Ruger von Degenberg, 1323–1335
- 45. Otto I. de Turri, 1335–1343
- 46. Peter I., 1343–1361
- 47. Otto II., 1361–1366
- 48. Altmann von Degenberg, 1367–1402
- 49. Johann I., 1402–1414
- 50. Johann II. Kuchelmund, 1414–1434
- 51. Erhard Reittorner, 1434–1452, † 1465
- 52. Albert Tanner, 1452–1454
- 53. Peter II. von Münichsdorf, 1454–1466, † 1483
- 54. Wolfgang Pausinger, 1466–1475
- 55. Friedrich II., 1475–1491
- 56. Johann III. Simerl, 1491–1502
- 57. Bernhard II. Lichtenstern, 1502
- 58. Kilian I. (Andreas) Weybeck, 1503–1534
- 59. Viktor Lauser, 1534–1535
- 60. Kaspar Leutgeb, 1536–1546
- 61. Mathias Denscherz, 1546–1550
- 62. Paulus Gmainer, 1550–1585
- 63. Augustin I. (Christoph) Strobl, 1585–1592
- 64. Quirin (Balthasar) Grasenauer, 1592
- 65. Bernhard III. Hilz, 1593–1619
- 66. Johann IV. Heinrich, 1619–1634
- 67. Johann V. Grienwald, 1634–1648, † 1662
- 68. Tobias Gmainer, 1648–1651, † 1657
- 69. Vitus Bacheneder, 1651–1666
- 70. Placidus I. (Christoph) Krammer, 1667–1672, † 1697
- 71. Adalbert (Mathias) Guggomos, 1672–1694
- 72. Karl Kögl, 1695–1700
- 73. Joscio (Kaspar Benno) Hamberger, 1700–1739
- 74. Marianus (Georg Albert) Pusch, 1739–1746
- 75. Franz von Dyrnhard, 1746–1751
- 76. Ignaz I. (Lorenz) Lanz, 1751–1764
- 77. Augustin II. (Johann Baptist) Ziegler, 1764–1775, † 1778
- 78. Ignaz II. Krenauer, 1775–1799
- 79. Kilian II. Gubitz, 1799–1803, † 1824

## Äbte in der jüngeren Geschichte des Klosters
- Gislar Stieber, 1930–1937 (1934)
- Corbinian Hofmeister von Metten als Abt-Administrator, 1934–1949
- Emmanuel Maria Heufelder aus Schäftlarn, 1934–1949 Prior, 1949–1968 Abt
- Ansgar Ahlbrecht, 1968–1969
- Placidus II. Stieß, 1970–1989
- Emmanuel Jungclaussen, 1989–2001
- Marianus Bieber, seit 2001